# Gehyra mutilata
Gehyra mutilata es una especie de gecko que pertenece a la familia Gekkonidae. Es nativa de Asia, Oceania y algunas islas de África.

## Distribución y hábitat
Su área de distribución incluye Madagascar, Islas Mascareñas (Mauricio, Reunión, Rodrigues), Seychelles, Nosy Be, Sri Lanka, India, Islas Andamán, Nicobar, Kerala), Tailandia, Vietnam, Malasia (Incl. isla Tioman, Pangkor, Johor: Besar), Camboya, sur de China (Yunnan, Hainan, Hong Kong), Taiwán, Japón (Okinawa), Oceanía, Filipinas (Palawan, Islas Calamianes, Panay, Luzón, Mindoro, Bohol, Masbate), Singapur, Nueva Guinea, Samoa Occidental, islas Fiji, islas Tonga, isla de Toga, islas Cocos, Micronesia (incl. islas de Mortlock, Chuuk), isla de Navidad, Guam, islas Salomón Indonesia (Sumatra, isla de Java, Borneo, Célebes, Timor, Halmahera, Komodo, isla de Flores, Timor Oriental, Australia (Isla Cook, CKI), Nauru, Vanuatu,, Isla de Pascua
La especie fue introducida en Nueva Zelanda, México (Chiapas, Jalisco, Nayarit, Sinaloa), y Estados Unidos (Hawái, California).